# Castell d'Ansemburg
El castell d'Ansemburg (en luxemburguès: Buerg Aansebuerg; en francès: Vieux Château d'Ansembourg), conegut com el castell Vell d'Ansemburg, en el centre de Luxemburg, és un dels castells pertanyents a la vall dels Set Castells. Situat per damunt del petit llogaret d'Ansemburg, el castell medieval és la residència privada del comte i la comtessa d'Ansemburg.

## Història
La propietat s'esmenta per primera vegada el 1135, quan el senyor del castell era Hubert d'Ansemburg. Les fortificacions probablement van ser construïdes a mitjan segle xii. A començaments del segle xiv, la porta de la torre sud-oest i la torrassa nord semblen haver estat construïdes per Jofroit d'Ansemburg. Des dels temps de Jaume II de Raville-Ansemburg, el castell no va ser alterat. L'entrada principal té la data de 1565. El 1683, el castell va ser danyat per les tropes franceses del mariscal de Boufflers. Al segle xvii, es van realitzar reparacions per les famílies Bidart i Marchant d'Ansembourg, que van construir el castell Nou d'Ansemburg.
A la fi de 2008, el govern de Luxemburg va adquirir la biblioteca de la família, al voltant de 6.000 llibres. L'interès en la col·lecció havia crescut després que el Codex Mariendalensis, que conta la història de Yolanda de Vianden, va ser trobat el 1999 pel lingüista Guy Berg.

## Galeria

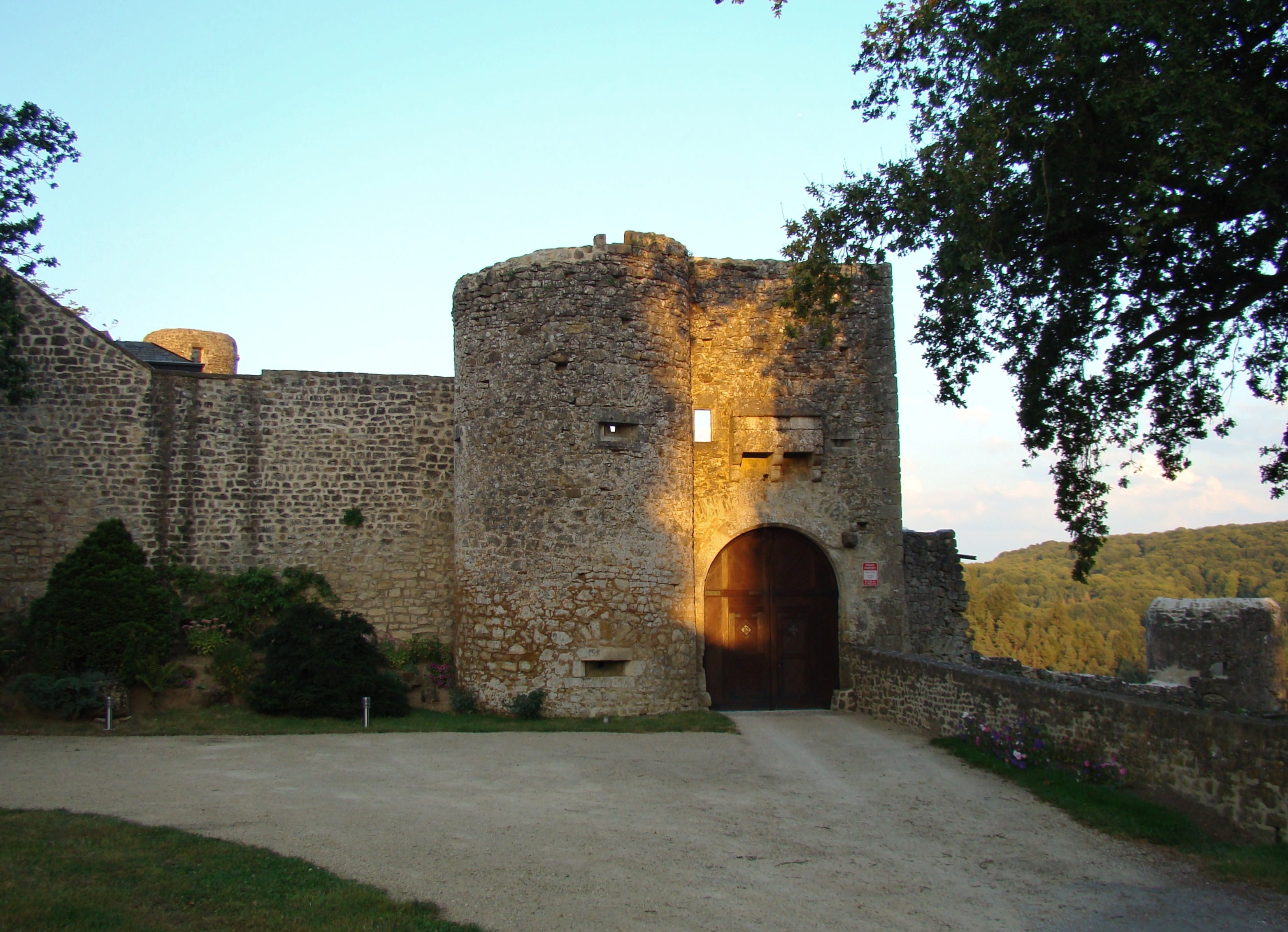
Vista del vell castell
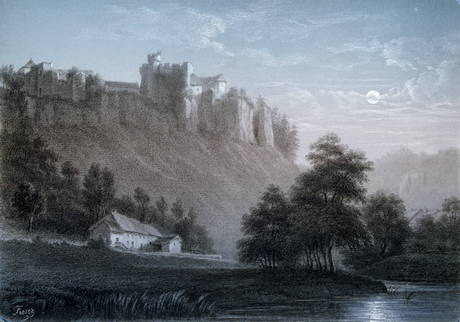
Litografia de Jean-Baptiste Fresez (circa 1857)
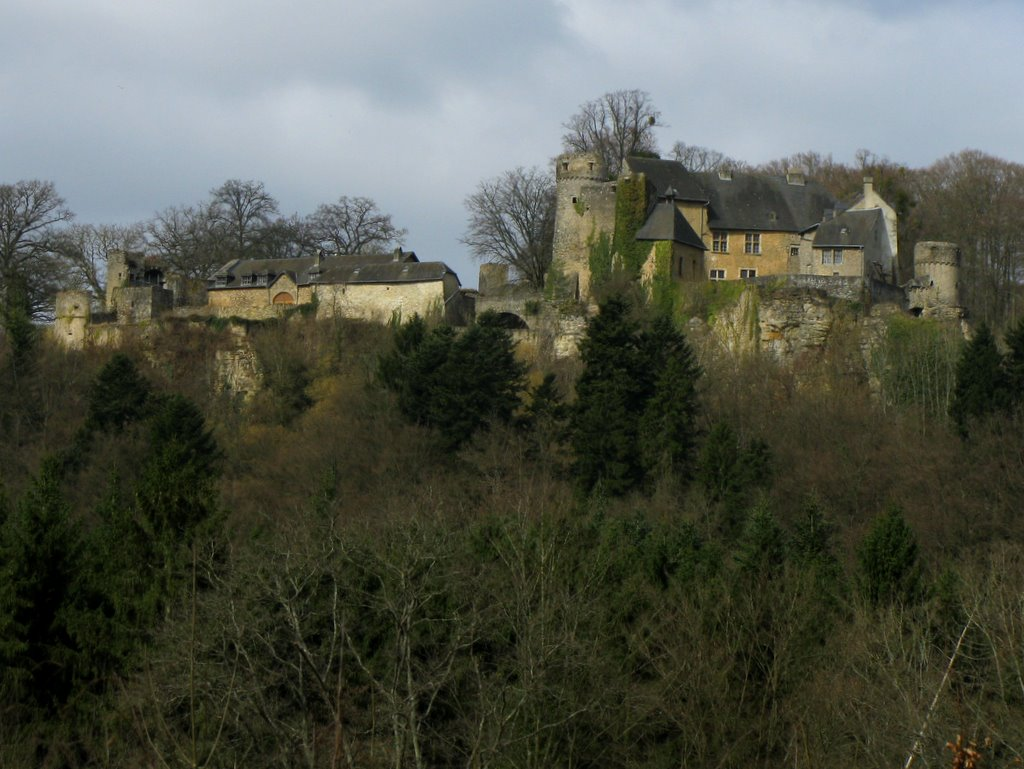
Vista general